# شهرستان لامو
شهرستان لامو (به لاتین: Lamu County) یک منطقهٔ مسکونی در کنیا است. شهرستان لامو ۶٬۲۷۳٫۱ کیلومترمربع مساحت و ۱۰۱٬۵۳۹ نفر جمعیت دارد و ۳۰۸ متر بالاتر از سطح دریا واقع شده است.